# Svensktoppen 1969

## Årets Svensktoppsmelodier 1969
| Nr | Artist                                  | Titel                                                                    | Poäng | Antal veckor |
| -- | --------------------------------------- | ------------------------------------------------------------------------ | ----- | ------------ |
| 1  | Trio me' Bumba                          | Man ska leva för varandra                                                | 1031  | 26           |
| 2  | Gunnar Wiklund                          | Kan jag hjälpa att jag älskar dig ännu                                   | 668   | 18           |
| 3  | Brita Borg                              | Ljuva sextital                                                           | 509   | 20           |
| 4  | Alf Robertson                           | Riv inte vårt kvarter                                                    | 458   | 13           |
| 5  | Arne Lamberth & Sven-Olof Walldoffs kör | Nana                                                                     | 431   | 11           |
| 6  | Anita Lindblom                          | Säg ja cherie                                                            | 376   | 10           |
| 7  | Family Four                             | Kör långsamt                                                             | 321   | 9            |
| 8  | Lars Berghagen                          | Gunga gunga                                                              | 321   | 9            |
| 9  | Östen Warnerbring                       | Det blåser en vind                                                       | 289   | 13           |
| 10 | Östen Warnerbring                       | Snart blir det sommar igen                                               | 262   | 8            |
| 11 | Östen Warnerbring                       | Du borde köpa dig en tyrolerhatt (Ich kauf’ mir lieber einen Tirolerhut) | 261   | 8            |
| 12 | Ann-Louise Hanson                       | Min luftballong                                                          | 250   | 7            |
| 13 | Anna-Lena Löfgren                       | Minns du de                                                              | 242   | 10           |
| 14 | Family Four                             | Jag känner att jag börjar tycka om dig                                   | 223   | 7            |
| 15 | Janne Önnerud & co                      | Kärlekens hus                                                            | 217   | 8            |